# 세르게이 예멜린 (레슬링 선수)
세르게이 알렉산드로비치 예멜린(러시아어: Серге́й Алекса́ндрович Еме́лин, 러시아어 발음: [sʲɪrˈɡʲej jɪˈmʲelʲɪn], 1995년 6월 16일~)은 러시아의 레슬링 선수이다. 2020년 하계 올림픽 그레코로만형 밴텀급 동메달을 획득했으며 세계 레슬링 선수권 대회에서 1회 우승, 1회 준우승을 차지했다.